# Gavignano, Haute-Corse
Gavignano là một xã ở tỉnh Haute-Corse trên đảo Corse, Pháp. Xã này có diện tích 10,94 km², dân số năm 1999 là 55 người. Khu vực này có độ cao 700 mét trên mực nước biển.